# Leo Randolph
Leonard „Leo“ Randolph (* 27. Februar 1958 in Columbus, Ohio) ist ein ehemaliger US-amerikanischer Boxer. Er wurde 1976 Olympiasieger im Fliegengewicht.

## Amateur
Randolph bestritt seinen ersten Amateurkampf im Alter von neun Jahren. 1976 wurde er US-Meister und gewann das Golden-Gloves-Turnier. Daraufhin setzte er sich in der Olympiaqualifikation durch und nahm für die USA an den Olympischen Spielen in Montreal teil. Dort gewann er 18-jährig die Goldmedaille im Fliegengewicht. Er gewann das Halbfinale gegen den polnischen Bronzemedaillengewinner von München, Leszek Błażyński, und im Finale mit 3:2 Kampfrichterstimmen gegen den kubanischen Gewinner der Panamerikanischen Spiele von 1975, Ramón Duvalón.
Seine Bilanz war 160-7.

## Profi
Randolph wurde 1978 Profi und verlor einen seiner Aufbaukämpfe. Am 4. Mai 1980 gewann er gegen Ricardo Cardona den WBA-Titel im Superbantamgewicht, verlor aber in seiner ersten Titelverteidigung vorzeitig und beendete daraufhin nach nur zwei Jahren als Profiboxer im Alter von 22 Jahren seine Karriere.

## Sonstiges
Randolph arbeitet heute als Busfahrer und Supervisor im öffentlichen Nahverkehr im Pierce County, Washington.